# África do Sul nos Jogos Olímpicos de Verão de 2000
África do Sul participou dos Jogos Olímpicos de Verão de 2000 em Sydney, Austrália.

## Medalhistas

### Prata
- Hestrie Cloete — Atletismo, Salto em altura feminino
- Terence Parkin — Natação, 200m peito masculino

### Bronze
- Llewellyn Herbert — Atletismo, 400m com barreiras masculino
- Frantz Kruger — Atletismo, Lançamento de disco masculino
- Penny Heyns — Natação, 100m peito feminino